# Emericella montenegroi
Emericella montenegroi är en svampart som beskrevs av Y. Horie, Miyaji & Nishim. 1996. Emericella montenegroi ingår i släktet Emericella och familjen Trichocomaceae.   Inga underarter finns listade i Catalogue of Life.